# أيمن وتار
أيمن وتار (1984- ) ممثل وسيناريت مصري، شارك في تأليف العديد من الأفلام الناجحة مثل: نادي الرجال السري والكويسين والبعض لا يذهب للمأذون مرتين والأبلة طم طم وفضل ونعمة.
تخرج في كلية الهندسة جامعة الفيوم وعمل مهندسا معماريا لمدة 6 سنوات ثم عمل في برنامج البرنامج مع باسم يوسف وشارك في تمثل بعض الأسكتشات للبرنامج، ثم أتجه لمجال التأليف وشارك في تأليف العديد من المسلسلات والأفلام والبرامج، كما قام بتقديم برنامج تلفزيوني (اشرف يقدمه ايمن).

## تمثيل
- واكلينها والعة (سبع صنايع) ج2 2020 (درويش - ضيف شرف)
- نادي الرجال السري 2019 (محمد - ضيف شرف)
- الأبلة طم طم 2018 (سامح)
- الوصية 2018 (عبد العزيز زبدة ح4->6)
- ربع رومي 2018 (ضيف شرف)
- ريّح المدام 2017 (بكري الشاعر ح21، 22)
- الكبير أوي ج3 2013 (شخصيته الحقيقية - ضيف شرف)
- البرنامج 2011[10][11]

## مؤلفاته

### أفلام
- سطار 2022
- فضل ونعمة 2022
- البعض لا يذهب للمأذون مرتين 2021
- نادي الرجال السري 2019
- الأبلة طم طم 2018
- الكويسين 2018[12][5][13][14]
- قلب امه 2018

### مسلسلات
٠ كتالوج 2025
- برودكات 2023
- رجالة البيت 2020
- بدل الحدوتة تلاتة 2019
- الوصية 2018
- هربانة منها 2017[15]
- كاتلوج 2025

### برامج تلفزيونية
- اشرف يقدمه ايمن (يقدمه بنفسه).

- أمين وشركاه 2019 (مؤلف)
- بيومي أفندي 1و2 2017 (مؤلف)
- البرنامج 2011 (شارك في التأليف).[16][17]

## وصلات خارجية
- أيمن وتار على موقع IMDb (الإنجليزية)
- أيمن وتار على موقع قاعدة بيانات الأفلام العربية